# Риу-Негру (микрорегион в штате Парана)

Риу-Негру на карте.

Риу-Негру (порт. Microrregião do Rio Negro) — микрорегион в Бразилии. входит в штат Парана. Составная часть мезорегиона-агломерации Куритиба. Население составляет 	89 531	 человек (на 2010 год). Площадь — 	2474,592	 км². Плотность населения — 	36,18	 чел./км².

## Демография
Согласно сведениям, собранным в ходе переписи 2010 г. Национальным институтом географии и статистики (IBGE), население микрорегиона составляет:						
| Полное население                             | Полное население                             | Полное население                             | Полное население                             | 89 531 |
| -------------------------------------------- | -------------------------------------------- | -------------------------------------------- | -------------------------------------------- | ------ |
| в том числе:                                 | Городское население                          | 44 421                                       | Процент городского населения, %              | 49,62  |
|                                              | Сельское население                           | 45 110                                       | Процент сельского населения, %               | 50,38  |
|                                              | Мужское население                            | 45 694                                       | Процент мужского населения, %                | 51,04  |
|                                              | Женское население                            | 43 837                                       | Процент женского населения, %                | 48,96  |
| Плотность населения, чел/км²                 | Плотность населения, чел/км²                 | Плотность населения, чел/км²                 | Плотность населения, чел/км²                 | 36,18  |
| Население микрорегиона в % к населению штата | Население микрорегиона в % к населению штата | Население микрорегиона в % к населению штата | Население микрорегиона в % к населению штата | 0,86   |

## Статистика
- Валовой внутренний продукт на 2003 год составляет 816 821 383,00 реалов (данные: Бразильский институт географии и статистики).
- Валовой внутренний продукт на душу населения на 2003 год составляет 9822,04 реалов (данные: Бразильский институт географии и статистики).
- Индекс развития человеческого потенциала на 2000 год составляет 0,748 (данные: Программа развития ООН).

## Состав микрорегиона
В составе микрорегиона включены следующие муниципалитеты:
1. Агудус-ду-Сул
2. Кампу-ду-Тененти
3. Китандинья
4. Пиен
5. Риу-Негру
6. Тижукас-ду-Сул